# 比洛奇河
比洛奇河（羅馬化：Biloch）是東歐的河流，屬於德涅斯特河的支流，流經烏克蘭的敖德薩州和摩爾多瓦，該河流發源自塞爾貝以北，河道全長33公里。